# أبيض وأسود (مسرحية)
أبيض وأسود مسرحية كويتية شارك بها الاتحاد الكويتي للمسارح الأهلية في الدورة الثامنة للمهرجان المسرحي للفرق الأهلية بدول مجلس التعاون الخليجي،الذي نظمته أبوظبي بالإمارات العربية المتحدة خلال الفترة من 21 إلى 28سبتمبر 2003 للمهرجان وهو المهرجان الذي الذي انطلق عام 1988 ويقام كل سنتين مرة في إحدى العواصم الخليجية تحت إشراف اللجنة الدائمة للمهرجان المنبثقة عن الأمانة العامة لمجلس التعاون الخليجي، والمسرحية من تأليف محمد الرشود واخراج عبد العزيز المسلم.
1. ↑  فكري (16 Apr 2018). "الأبيض والأسود (مسرحية رمزية قصيرة من فصل واحد)". nashiri (بar-aa). Archived from the original on 2024-02-12. Retrieved 2024-02-11.{{استشهاد ويب}}:  صيانة الاستشهاد: لغة غير مدعومة (link)